# 小行星5380
小行星5380（英語：5380 Sprigg）是一颗围绕太阳公转的小行星。1991年5月7日，罗伯特·H·麦克诺特在赛丁泉山发现了此天体。
这颗小行星的绝对星等为358.94126等。